# Верх-Уба
Верх-Уба́ (каз. Жоғарғыоба) — село у складі Шемонаїхинського району Східноказахстанської області Казахстану. Адміністративний центр та єдиний населений пункт Верх-Убинського сільського округу.
Населення — 1764 особи (2021; 2315 у 2009, 3174 у 1999, 3008 у 1989).
Національний склад станом на 1989 рік:
- росіяни — 100 %

Станом на 1989 рік село називалось Верхуба, у радянські часи мало також назву Верхубінка.

## Уродженці
- Людмила Іванівна Нуйкіна — радянська розвідниця-нелегал, полковник у відставці Служби зовнішньої розвідки Російської Федерації.